# Traveling Bear
Traveling Bear (?-1873) var pawnee og sergent i major Frank North’s kompagni af pawnees i 1869.:113  Han deltog i hærens afgørende angreb på cheyennernes lejr af dog soldiers ved Summit Springs om sommeren.:131 
Han mistede hele sin nærmeste familie under lakotaernes massakre på en flyttende pawnee lejr i 1873, hvor han også selv var med og kæmpede mod angriberne. Han døde af sine kampsår efter at være nået tilbage til pawnee reservatet.

## I amerikansk tjeneste
Traveling Bear lod sig hverve til major Frank Norths kompagni A, pawnee spejdere, i februar 1869 sammen med 49 andre pawnees.:112  Hjemme hed han Ku ruks ra wa ri:353  (også stavet Co rux ah kah wah de),:113  mens han gik under navnet Big George i hæren, da han var over 180 cm høj.:287  Han havde rang af sergent under kompagniets første rekognoscering på prærien sammen med andre dele af hæren. Her blev mændene ramt af en snestorm. Traveling Bear reddede muligvis en vognkusk fra at få amputeret en forfrossen fod ved at behandle ham en hel nat igennem på traditionel pawnee vis.:113 

## Summit Springs
Traveling Bear var i aktion mod cheyennerne ved Summit Springs, Colorado, den 11. juli 1869.:129  Han angreb krigerne, hvor disse prøvede at holde stand i en flodseng, og besejrede fire af sit folks arvefjender.:131  Der er usikkerhed om, hvorvidt han blev tildelt kongressens Medal of Honor for sin rolle under slaget eller om spejderen Mad Bear modtog den, muligvis på grund af en misforståelse.:133 

## Massacre Canyon, 1873
Traveling Bear deltog i forsvaret af stammens store jagthold, da det blev angrebet af lakotaer i Massacre Canyon, Nebraska, den 5. august 1873.:174  Hans familie blev dræbt og selv lå han efterladt og hårdt såret i floddalen lige efter slaget. Da en lakota ville skalpere ham, dræbte han ham med mandens egen kniv. Han nåede tilbage til pawnee reservatat mere end 250 km væk for at dø et par måneder senere.:353 